# Hrabstwo Trimble
Hrabstwo Trimble – hrabstwo w USA, w stanie Kentucky. Według danych z 2010 roku, hrabstwo zamieszkiwało 8809 osób. Siedzibą hrabstwa jest Bedford.

## Miasta
- Bedford
- Milton